# Controle bibliográfico
O controle bibliográfico consiste, de modo geral, em um arranjo de técnicas e procedimentos cujo objetivo é organizar e preservar determinado conjunto de suportes de informação para torná-los acessíveis, da forma mais eficiente possível, a qualquer indivíduo de que dele necessite. De forma mais ampla, o controle bibliográfico também é definido como o domínio que se possui sobre certos documentos. Este domínio pode ser exercido pela criação de bibliografias ou pela adoção de procedimentos de padronização da descrição bibliográfica, por exemplo.
Em outras palavras, a ideia de controle bibliográfico está relacionada ao estabelecimento de sistemas e padrões a serem adotados na representação descritiva de itens bibliográficos tendo em vista facilitar o acesso à informação nas diferentes áreas do conhecimento. 
Grings e Pacheco (2010) afirmam que o conceito de controle bibliográfico nasce junto com a própria instituição Biblioteca, já que paralelamente ao crescimento das coleções bibliográficas faziam-se necessários instrumentos que permitissem um controle local efetivo do acervo. As autoras exemplificam o caso dos catálogos da biblioteca de Alexandria como primeiros instrumentos de controle bibliográfico, passando pelas bibliografias até chegar ao ideal preconizado por Paul Otlet com o Répertoire Bibliographique Universel, concebido no século XIX.
No Brasil, o chamado controle bibliográfico nacional é encabeçado pela Biblioteca Nacional, responsável pelo depósito legal e pela bibliografia nacional. Existe também o Controle Bibliográfico Universal (CBU), um agregador de iniciativas nacionais que tem como intuito formar um repositório abrangente e global de informações bibliográficas. O CBU é resultado de uma parceria entre a Unesco e a IFLA, estabelecida nos anos 70, visando facilitar o intercâmbio de informações entre as instituições.
O controle bibliográfico na área de Biblioteconomia e Documentação no Brasil remonta aos anos 60 como resultado do trabalho do Instituto Brasileiro de Bibliografia e Documentação (IBBD), atual IBICT.    

## Instrumentos de controle bibliográfico
- Bibliotecas nacionais
- Depósito legal
- Bibliografia nacional
- Padronização da descrição bibliográfica
- Catalogação
- Sistemas de identificação numérica de documentos

## Controle Bibliográfico Nacional e Depósito Legal na América Latina
O controle bibliográfico nacional é uma ferramenta importante para preservar a memória e o conhecimento de um país. Ele funciona por meio do depósito legal, que obriga editoras a enviarem exemplares de suas publicações para bibliotecas nacionais. Na América Latina, porém, este sistema enfrenta muitos problemas, como leis antigas, falta de políticas públicas e dificuldades financeiras, o que dificulta a criação e a atualização de listas completas e atuais de obras publicadas em cada país.
Enquanto países como Espanha e Portugal têm sistemas mais organizados e modernos, a América Latina ainda depende, em grande parte, de iniciativas isoladas e de bibliografias retrospectivas, ou seja, que registram obras já publicadas no passado. Além disso, o foco na preservação de materiais impressos limita o registro de conteúdos digitais e audiovisuais, essenciais no mundo atual.
Um estudo de Xavier e Álvarez (2023) destaca a importância de ações conjuntas entre os países da região para modernizar as leis e ampliar o controle bibliográfico, incluindo o registro de novos formatos digitais. Eles também sugerem parcerias entre instituições nacionais para garantir que o depósito legal seja mais eficiente, ajudando a preservar o patrimônio cultural e científico da América Latina.